# Mancomunitat Intermunicipal d'Albalat de la Ribera-Polinyà de Xúquer
La Mancomunitat Intermunicipal d'Albalat de la Ribera-Polinyà de Xúquer és una mancomunitat formada pels municipis d'Albalat de la Ribera i Polinyà de Xúquer, a la Ribera Baixa (País Valencià). Suma 6.523 habitants i 27 km². Actualment (2007) la mancomunitat és presidida per Joan Baptiste Ferrando Miedes, del PSPV, alcalde d'Albalat de la Ribera.
Les seues competències són:
- Neteja viària i recollida de fem
- Residus tòxics